# 苯丁酸
苯丁酸是一种有机化合物，化学式为C10H12O2。

## 合成
苯丁酸可由3-丙烯酸和硼酸的偶联反应制得。γ-苯基丁内酯的加氢开环反应也能得到苯丁酸。
其它合成方法还包括苯丁酸衍生物的水解、苯丁醇的氧化等。